# Liodrosophila quadrimaculata
Liodrosophila quadrimaculata är en tvåvingeart som beskrevs av Toyohi Okada 1974. Liodrosophila quadrimaculata ingår i släktet Liodrosophila och familjen daggflugor.
Artens utbredningsområde är Taiwan. Inga underarter finns listade i Catalogue of Life.